# Ёлки-палки
«Ёлки-палки» — российская сеть ресторанов домашней кухни, входившая в ресторанный холдинг «Г. М. Р. Планета гостеприимства». В сентябре 2017 года стало известно о закрытии ресторанов сети.

## История
14 декабря 1996 года на Тишинской площади в Москве открылся первый трактир «Ёлки-палки», созданный Аркадием Новиковым. Проект не планировался как сетевой, но в силу роста популярности уже с 1997 года стал работать как сетевой проект.
По этой программе работало более 20 ресторанов сети во многих городах России:
- Москва;
- Воронеж;
- Домодедово;
- Екатеринбург;
- Зеленоград;
- Нижний Новгород;
- Одинцово;
- Омск;
- Тверь;
- Уфа.

Президентом и основателем «Г. М. Р. Планета Гостеприимства» был Мераб Бен-Эл (Елашвили). Управляющей компанией бренда было ООО «Бизнес-ланч».
В основе кухни «Ёлки-палки» — еда русской, украинской и кавказской кухонь. Особенностью заведения стала «телега с неограниченным подходом», — шведский стол с холодными и горячими закусками, к которому посетитель может подходить неограниченное количество раз.
Бренд включает в себя:
- рестораны «Ёлки-палки»;
- кафе самообслуживания «Ёлки-палки — Экспресс» в местах повышенной проходимости;
- магазины «Ёлки-палки — Кулинария», где представлены готовые продукты питания собственного производства и полуфабрикаты;
- рестораны «Ёлки-палки», открытые по программе франчайзинга в различных городах России.

В 2014 году сеть провела ребрендинг: изменился стиль оформления ресторанов и логотип.
К концу 2017 года «Планета гостеприимства» планировал закрыть последние рестораны из-за многомиллиардных долгов.